# Gregor Moder
Gregor Moder (* 19. Februar 1979 in Ljubljana, Jugoslawien) ist ein slowenischer Philosoph und Hochschullehrer.

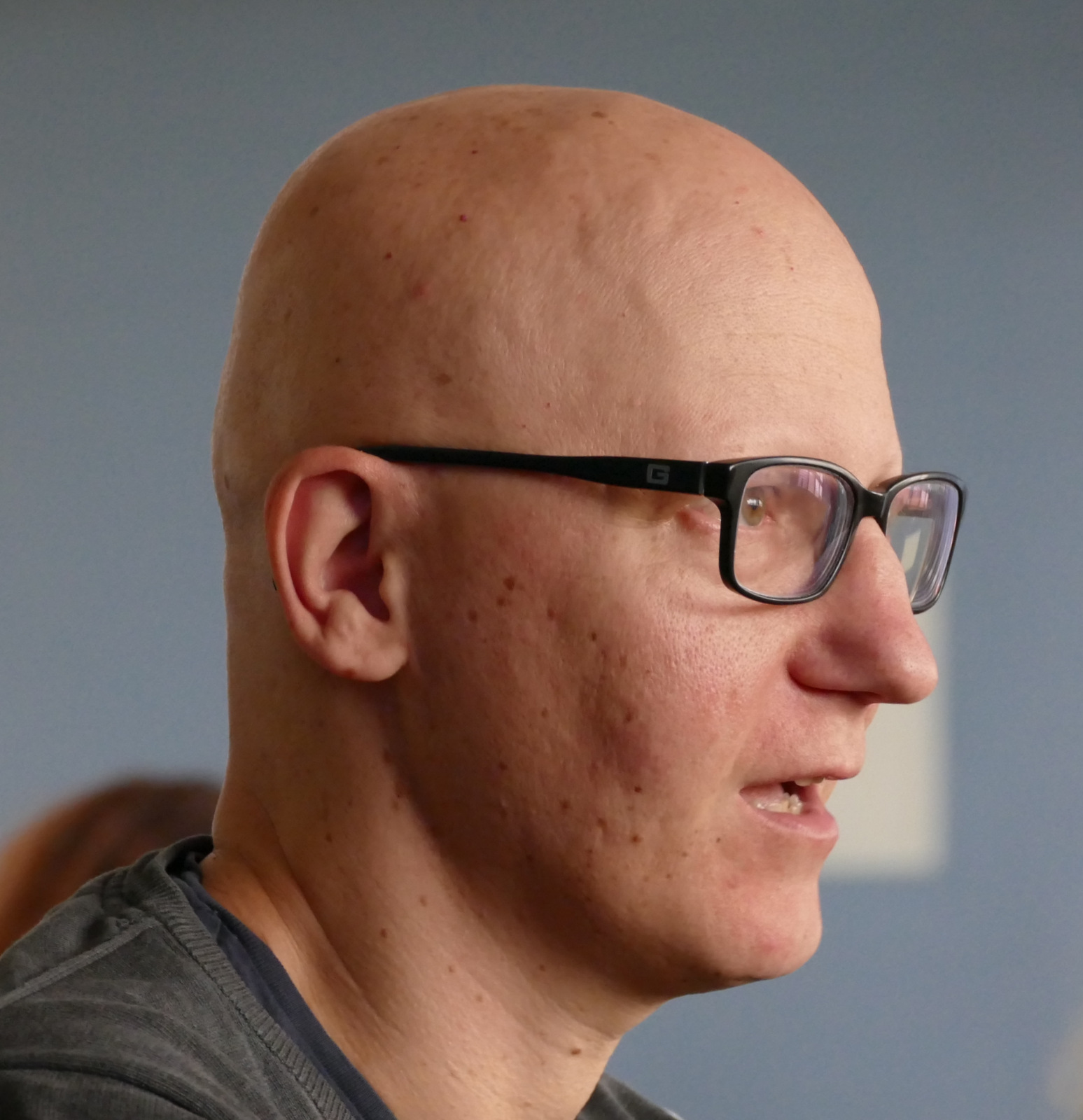
Gregor Moder

## Leben und Werk
Moder studierte Philosophie an der Philosophischen Fakultät der Universität Ljubljana und promovierte 2009 mit einer vergleichenden Arbeit zu Hegel und Spinoza. Während seines Studiums war er auch als Schauspieler sowie als künstlerischer Leiter von Theaterprojekten tätig. Er verbrachte Forschungsaufenthalte an der Jan van Eyck Academie in Maastricht sowie an den Universitäten Cambridge und Princeton. Moder ist Dozent an seiner Alma Mater und beschäftigt sich mit politischer Philosophie, Metaphysik, Ideologiekritik und Kunstphilosophie.

## Publikationen
- Antigona: esej o Heglovi politični filozofiji. Fakulteta za družbene vede, Založba FDV, 2023.
- Komična ljubezen: Shakespeare, Hegel, Lacan. Društvo za teoretsko psihoanalizo, 2015.
- Hegel in Spinoza: substanca in negativnost. Društvo za teoretsko psihoanalizo, 2009.
  - dt. Übersetzung: Hegel und Spinoza: die Negativität in der gegenwärtigen Philosophie. Aus dem Slowenischen von Alfred Leskovec. Wien, Berlin: Turia + Kant, 2013.